# Курт Вютріх
Курт Вютріх (нім. Kurt Wüthrich; нар. 4 жовтня 1938 року, Аарберг, кантон Берну, Швейцарія) — швейцарський хімік, лауреат Нобелівської премії з хімії 2002 року «за розробку методів ідентифікації та аналізу структур біологічних макромолекул». Він отримав половину премії «за розробку застосування ЯМР-спектроскопії для визначення тривимірної структури біологічних макромолекул в розчині», іншу половину розділили між собою Джон Фенн та Коїті Танака «за розробку методів мас-спектрометричного аналізу для визначення тримірної структури біологічних макромолекул»

## Дитинство
Курт Вютріх народився в Аарберзі, Швейцарія 4 жовтня 1938 року в сім'ї бухгалтера Германа Вютріха. Рід Вютріхів походить з фермерського села в гірській місцевості комуни Труб в адміністративному окрузі Ементаль. Курт Вютріх мав двох молодших сестер Елізабет та Рут. Їхня мати, Гертруд Вютріх-Кухен, займалася вихованням дітей, домогосподарством, великим садом, домашньою птицею тощо. Дитинство Вютріха пройшло в маленькому місті Ліс, Бернський Зееланд, яке на той час було сільською місцевістю з полями, лісами та річками. Дідусь за батьківською лінією, Якоб Вютріх, був фермером і найбільший вплив на інтереси Курта в дитинстві справило життя в старому фермерському домі дідуся. Дідусь за материнською лінією, Отто Кухен, полюбляв рибалити та полювати, і страви з впольованих зайців були відомим делікатесом восени в ресторані «Bären» в Лісі, яким володіла родина матері. Окрім цього ресторану у власності родини Кухенів також була булочна в цьому ж місті.

## Освіта
Базову вищу освіту отримав у Бернському університеті по спеціальностях хімія, фізика і математика. Докторський ступінь здобув у 1964 році в Університеті Базеля.

## Наукова діяльність
З 1965 до 1967 року працював у Роберта Конніка в Каліфорнійському університеті (Берклі, США). Подальша праця (1967—1969) проходила у співпраці з біофізиком Робертом Шульманом в Bell Laboratories (Мюррей-Гілл, Нью-Джерсі, США).
Вютріх повернувся до Цюриха (Швейцарія) у 1969 році, де продовжив свою кар'єру в Федеральній вищій технічній школі Цюриха. У 1970 році отримав посаду приват-доцента, у 1972 році — професора-асистента, у 1976 році — штатного професора і у 1980 році — посаду професора біофізики.
Лауреат Нобелівської премії з хімії 2002 року, Курт Вютріх, показав, що до біологічних макромолекул можна застосувати метод ЯМР — явище ядерного магнітного резонансу. Воно відоме вже було понад півстоліття і полягає в тому, що атоми, поміщені в сильне постійне магнітне поле з накладеним на нього слабким електромагнітним змінним полем, резонують на певній частоті. Ця частота залежить від властивостей самого атома та від того, якими атомами він оточений. Інтерпретуючи дані ядерного магнітного резонансу, можна зрозуміти, з яких атомів складається молекула, і розрахувати, як вони з'єднані. Але робити такі розрахунки тривалий час можна було лише для невеликих та порівняно простих молекул.
1985 року К. Вютрих зумів розробити спосіб визначення від якого саме атома великої молекули йде кожен резонансний сигнал. Метод Вютриха дозволяє також розрахувати відстань між сусідніми атомами однієї молекули, тобто, зрештою, уявити її структуру. Зараз відома будова кількох тисяч білкових молекул, і 15—20 % даних отримано методом Вютриха. До цього відкриття єдиним способом розшифровки структури великих молекул служив рентгеноструктурний аналіз, але для нього досліджувана речовина повинна бути в кристалічній формі. Отримання кристалічного білка є справою складною і не завжди вдалою, а ЯМР-метод дозволяє вивчати білок в розчині у найбільш природній його формі. Комбінація двох методів дає точніші результати. К. Вютрих добре відомий у наукових колах своїми дослідженнями «неправильних білків» — пріонів, відповідальних за виникнення небезпечного захворювання «коров'ячого сказу»], смертельно небезпечного не лише для худоби, а й для людей.